# Oxya
Oxya is een geslacht van rechtvleugeligen uit de familie veldsprinkhanen (Acrididae). De wetenschappelijke naam van dit geslacht is voor het eerst geldig gepubliceerd in 1831 door Jean Guillaume Audinet Serville.

## Soorten
Het geslacht Oxya omvat de volgende soorten:
- Oxya adentata Willemse, 1925
- Oxya agavisa Tsai, 1931
- Oxya anagavisa Bi, 1986
- Oxya apicocingula Ma, Guo & Zheng, 1994
- Oxya bicingula Ma, Guo & Zheng, 1993
- Oxya bolaangensis Hollis, 1971
- Oxya brachyptera Zheng & Huo, 1992
- Oxya chinensis Thunberg, 1815
- Oxya cyanipes Karny, 1907
- Oxya cyanoptera Stål, 1873
- Oxya dorsigera Burmeister, 1838
- Oxya flavefemura Ma, Guo & Zheng, 1994
- Oxya fuscovittata Marschall, 1836
- Oxya glabra Ramme, 1929
- Oxya gorakhpurensis Usmani & Shafee, 1985
- Oxya grandis Willemse, 1925
- Oxya guizhouensis Yin, Yin & Zheng, 2008
- Oxya hainanensis Bi, 1986
- Oxya humeralis Walker, 1870
- Oxya hyla Serville, 1831
- Oxya japonica Thunberg, 1815
- Oxya luteola Haan, 1842
- Oxya manzhurica Bey-Bienko, 1929
- Oxya maoershanensis Zheng & Li, 2001
- Oxya maritima Mishchenko, 1951
- Oxya minuta Carl, 1916
- Oxya multidentata Zheng & Huo, 1999
- Oxya nakaii Furukawa, 1939
- Oxya ningpoensis Chang, 1934
- Oxya nitidula Walker, 1870
- Oxya occidentalis Ichikawa, 2001
- Oxya octodentata Zheng & Jiang, 2002
- Oxya ogasawaraensis Ichikawa, 2001
- Oxya oxyura Uvarov, 1953
- Oxya prominenangula Zheng & Shi, 2001
- Oxya rammei Tsai, 1931
- Oxya rikuchuensis Ichikawa, 2001
- Oxya serrulata Krauss, 1890
- Oxya shanghaiensis Willemse, 1925
- Oxya sianensis Zheng, 1964
- Oxya squalida Marschall, 1836
- Oxya stresemanni Ramme, 1941
- Oxya termacingula Ma, 1995
- Oxya tridentata Willemse, 1925
- Oxya velox Fabricius, 1787
- Oxya vicina Brunner von Wattenwyl, 1893
- Oxya yezoensis Shiraki, 1910
- Oxya yunnana Bi, 1986
- Oxya zhengi Li, Zhang & Ma, 2011